# Gwara ostródzka
Gwary ostródzkie – gwara dialektu mazowieckiego używana na terenie Ostródy, w południowej części powiatu ostródzkiego, a także częściowo na obszarze powiatu olsztyńskiego i nidzickiego. W systemach wyróżniających dialekt chełmińsko-kociewsko-warmiński gwara ta uznawana jest za jego część. Wcześniej klasyfikowano ją także jako gwarę dialektu wielkopolskiego.

## Zasięg gwary
Gwary ostródzkie sąsiadują z gwarami Mazur, Warmii i ziemi lubawskiej, zaś od północy z nowymi dialektami mieszanymi.
Granice tych gwar wyznaczają w przybliżeniu następujące wsie:
- w powiecie ostródzkim: Ulnowo (gmina Grunwald, od południa), Glaznoty (gmina Ostróda), Lipowo (gmina Ostróda, od zachodu), Ruś Mała (gmina Ostróda) i Liwa (gmina Miłomłyn, od północy)
- w powiecie olsztyńskim: Witułty (gmina Olsztynek), Mierki (gmina Olsztynek), Swaderki (gmina Olsztynek, od wschodu)
- w powiecie nidzickim: Lipowo (gmina Kozłowo), Turówko (gmina Kozłowo)

## Cechy gwary
Cechy fonetyczne:
- brak mazurzenia;
- jabłonkowanie: wjeśk «wierzch», zapuściony «zapuszczony»;
- fonetyka międzywyrazowa nieudźwięczniająca;
- asynchroniczna wymowa spółgłosek wargowych miękkich: do stawjania «do stawiania», pchiasek «piasek»;
- przechodzenie nagłosowego ja- > je- i ra- > re- w niektórych wyrazach: jek «jak», reno «rano».

Cechy leksykalne: ajnu «tam»; bisziek «byczek»; kej «kiedy»; kejbi «gdyby»; porwać «ukraść» i t. d.